# 마다가스카르과일박쥐
마다가스카르과일박쥐(Eidolon dupreanum)는 큰박쥐과에 속하는 박쥐의 일종이다. 마다가스카르섬의 토착종으로 야생동물 고기를 위한 사냥때문에 국제 자연 보전 연맹(IUCN)이 멸종취약종으로 분류하고 있다.

## 분포 및 서식지
마다가스카르과일박쥐는 해안가 평원과 내륙 고원 주변 지역 모두에서 발견된다. 일부 지역에서는 발견된 기록이 없지만 해당 지역에 존재하지 않기보다는 관찰하지 못했기 때문으로 추정된다. 낮 동안에는 적당한 바위 틈과 동굴 속에 매달려 생활한다. 집단의 크기는 약 500마리부터 1천마리까지 다양하다.